# Țările care nu au reușit să debuteze în concursul muzical Eurovision
Au existat mai multe încercări nereușite a unor țări să participe la Concursul muzical Eurovision. Pentru ca o țară să poată debuta în concurs, radioteleviziunea ei trebuie să se înregistreze intenția lor de a concura înainte de termenul prevăzut în normele de desfășurare a evenimentelor. Fiecare radiotelevisiune  plătește o taxă pentru organizarea concursului. În cazul în care o țară se retrage din concurs după termenul limită, ei vor trebui în continuare să plătească pentru organizare, se pot obține si unle penalizări.

## Kosovo
Kosovo nu a reușit să participe niciodată la concurs.Radioteleviziunea naționala a aplicat pentru aderarea la EBU însă nu a fost aceptată ca membru cu drepturi depline.

### Istoria și interesul participări
După ce Kosovo a obținut indepentența in anul 2008 , aceasta a incercat să aplice pentru aderarea EBU , pentru a putea participa la Concursul Muzical Eurovision 2009.Kosovo ar fi putut avea debutul in  2009 în cazul în care ar fi fost recunoscut de EBU.  Există deja un acord de cooperare semnat între UER și RTK și UER sprijină aderarea RTK. Începând din 2011, RTK are statut de observator în cadrul UER și a participat la Eurovision Young Dancers. 
Potrivit ziarului Koha Ditore din Kosovo, pentru o posibilă participare interpretul ar urma să fie ales printr-o selecție națională numită  Akordet e Kosovës . Oamenii care locuiesc în Kosovo sunt foarte încăntați de ideea participării la concurs.

## Liban
Libanul nu a participat la Eurovision Song Contest. Radiotelevisiunea națională, Télé Liban, a avut drepturi depline pentru a face debutul țării, la Concursul Muzical Eurovision 2005, cu piesa "Quand tout s'enfuit" realizată de Aline Lahoud, dar s-a retras datorită legilor din Liban care restricționează difuzarea de conținut Israelian.

## Tunisia
Tunisia trebuia sa interpreteze a patra la Concursul Muzical Eurovision 1977.Motivul retragerii nu se stie exact, unii spun ca ERTT nu a dorit sa concureze cu Israel.

## Qatar
Qatar radio este in prezent membru asociat al European Broadcasting Union (EBU), în timp ce toate țările concurente ale Eurovision Song Contest sunt membri activi ai uniunii. Operatorul de radiodifuziune a dezvăluit la 12 mai 2009, că au fost interesați în a deveni membri activi ai Uniunii, care ar permite națiune să concureze în concurs. Qatar Radio a afirmat că speră să participe la concurs, până în 2011. [23]
Qatar a devenit prima implicat în concurs la ediția din 2009, în cazul în care operatorul de radio a trimis o delegație la concurs și a difuzat o emisiune de radio săptămânal numit "'12pointsqatar dedicat Eurovision, care a primit un răspuns bun, care a inițiat implicarea în continuare a Qatar, în Eurovision.